# Bongkot (Peterongan)
Bongkot is een bestuurslaag in het regentschap Jombang van de provincie Oost-Java, Indonesië. Bongkot telt 4012 inwoners (volkstelling 2010).